# Trachysphyrus pammegas
Trachysphyrus pammegas är en stekelart som beskrevs av Porter 1967. Trachysphyrus pammegas ingår i släktet Trachysphyrus och familjen brokparasitsteklar. Inga underarter finns listade i Catalogue of Life.